# Relations entre la France et le Liban
Les relations entre la France et le Liban sont fondées sur plusieurs aspects, historiques, culturels et politiques. Les deux pays sont francophones et démocratiques.
Il y aurait 23 000 Français au Liban, dont environ deux-tiers de binationaux, et 210 000 Libanais en France.

## Histoire des relations franco-libanaises

### Avant l'indépendance

Drapeau du Liban durant le mandat français (1920-1943).

Le Liban tient son origine institutionnelle à l'intervention de la France au nom de l'Europe pour mettre fin aux affrontements entre les maronites et les Druzes en 1860. Le statut d'autonomie garanti par les puissances européennes l'année suivante constitue le cadre d'une influence culturelle croissante de la France.
Lors de la Première Guerre mondiale et en vue de la dislocation de l'Empire ottoman, la France et la Grande-Bretagne se partagent secrètement les provinces arabes de l'Empire dans les accords Sykes-Picot. Pour des raisons culturelles et historiques, la France revendique entre autres l'actuel Liban et la Syrie.
En 1919, la commission américaine relative à la distribution des mandats au Proche-Orient constate que si les Syriens sont hostiles à la présence française et penchent pour leur indépendance immédiate, les Libanais sont quant à eux favorables. Ainsi, une délégation libanaise demande à la Conférence de paix de Paris (1919) la création d'un Liban sous ses frontières actuelles. Cette demande est acceptée et le Grand Liban, séparé de la Syrie, est placé sous mandat français après la conférence de San Remo (1920) – le Liban moderne et ses principales institutions sont donc créées et développées par la France jusqu'à l'indépendance libanaise en 1943.
Cette relation toute particulière entre la France et le Liban (en particulier avec les maronites, mais plus largement avec tous les Libanais) a pour conséquence la séparation du Liban de la Syrie. C'est de cette relation franco-libanaise que se trouve l'origine de l'existence du Liban comme nation reconnue. En raison de cette relation particulière, la France est souvent considérée comme un « pays frère » du Liban. Elle est aussi parfois qualifiée de « tendre mère » du Liban ou de « seconde patrie » des Libanais,,,.

### Depuis la Seconde Guerre mondiale
Depuis l'indépendance du Liban, les relations politiques entre la France et le Liban sont bonnes[réf. nécessaire].

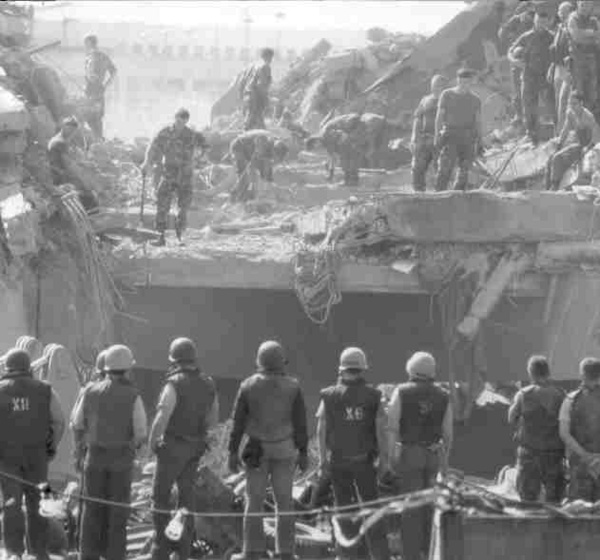
Attentats de Beyrouth du 23 octobre 1983 : secours dans les ruines après l'explosion.

Depuis la Seconde Guerre mondiale, le Liban connaît une série d'affrontements militaires impliquant Israël et la Syrie. La Guerre du Liban s'étend de 1975 à 1990 faisant entre 130 000 et 250 000 victimes civiles.
En 1983, la France est totalement exclue des négociations de paix israélo-libanaises qui, le 17 mai, aboutissent à la signature d'un traité de paix sous l'égide des États-Unis. François Mitterrand soutient publiquement l'Irak en guerre contre la République islamique iranienne. Or, les relais de Téhéran et de Damas sont puissants au Liban, dans un moment où la France accentue cette hostilité en défendant Yasser Arafat et l’Organisation de libération de la Palestine (OLP) contre la « dissidence » palestinienne qui a la faveur de la Syrie et l’Iran. Les attaques d’un groupe dénommé « Jihad islamique » se multiplient alors contre les intérêts français au Liban.
Les attentats de Beyrouth du 23 octobre 1983, deux attentats-suicides qui frappent les contingents américain et français de la Force multinationale de sécurité de Beyrouth marquent durablement les relations entre les deux pays. Les deux attentats sont revendiqués par le Mouvement de la révolution islamique libre puis par l'Organisation du Jihad islamique. Le premier attentat tue 241 soldats américains, le second 58 parachutistes français. La France et les États-Unis accusent le Hezbollah et l'Iran qui démentent. En mars 1984 a lieu le premier d'une longue série d'enlèvements d'otages occidentaux. La France annonce bientôt le retrait de son contingent de la Force intérimaire des Nations unies au Liban (FINUL) marquant la fin de trois années d’investissement intense de François Mitterrand dans la région,.
Rafiq Hariri est président du Conseil des ministres à deux reprises et dirige cinq gouvernements au Liban entre 1992 et 2004. Il entretient alors des relations étroites avec le président français Jacques Chirac. C'est Rafik Hariri qui poussera le président français à rencontrer Bachar al-Assad. Peu après que Rafiq Hariri a commencé à résister au diktat du régime syrien en s’opposant notamment à la prolongation du mandat présidentiel d’Emile Lahoud, il est assassiné. Un meurtre dont Jacques Chirac est persuadé que la Syrie porte la responsabilité.
Dans le cadre du conflit israélo-libanais de 2006, la France annonce le déploiement de 2 000 soldats afin de faire respecter la fin des hostilités.
En septembre 2019, le Premier ministre libanais, Saad Hariri rencontre Emmanuel Macron. Lors de cette rencontre la France promet de débloquer 250 millions d'euros afin d'aider le Liban. Ce versement d'argent respecte les accords pris lors de la conférence du CEDRE qui a eu lieu en avril 2018.
En août 2020, à la suite d'explosions dans le port de Beyrouth, certaines franges de la population libanaise manifestent leur désir de voir la France exercer un nouveau mandat sur le Liban. Emmanuel Macron soutient alors la candidature de Moustapha Adib, une personnalité issue de cette même classe politique critiquée après l'explosion meurtrière, en appelant les différents chefs politiques libanais. Pour Maya Khadra, beaucoup de Libanais ont perçu dans l’intervention d'Emmanuel Macron une forme d’ingérence. Cette ingérence combinée au fait de ne pas soutenir le candidat qui était plutôt demandé par le peuple aurait conduit à un sentiment de trahison Lors de cette visite, le grand reporter Georges Malbrunot relate un entretien entre le président de la République et Mohammed Raad, le chef du bloc parlementaire du Hezbollah, dans lequel il notait que c'était la première fois depuis la naissance du Hezbollah, en 1982, qu’un président français échangeait en direct avec un de ses membres. Un entretien perçu par certains commentateurs comme une « reconnaissance internationale ». Le plan d'action macronien pour sortir le Liban de la crise échoue quelques semaines après.

## Les relations économiques, financières et commerciales
En 2015, la principale importatrice du Liban était l'Union européenne (41 % des importations). La France représentait 6 % des importations du Liban. Au niveau des exportations, la France était le 18e client du Liban mais son quatrième client parmi les pays de l'Union européenne.